# Peter Gonville Stein
Ne doit pas être confondu avec Peter Stein.
Pour les articles homonymes, voir Stein.
Peter Gonville Stein est un universitaire britannique, professeur de droit de l'université de Cambridge, né le 29 mai 1926 à Liverpool et mort le 7 août 2016.

## Biographie
Il a étudié au Liverpool College de 1938 à 1944. Il effectue son service militaire dans la Royal Navy comme enseigne de vaisseau de 1944 à 1947.
Il est professeur de jurisprudence de 1956 à 1968 à l'université d'Aberdeen.

En 1968 il obtient la place de Regius Professor of Civil Law qu'il garde jusqu'en 1993.

## Publications
- (en) Fault in the formation of contract in Roman law and Scots Law, Oliver and Boyd, 1958
- (en) Regulae iuris: from juristic rules to legal maxims, Edinburgh University Press, 1966
- (en) Notaries Public in England since the Reformation, Erskine Press for the Society of Public Notaries of London, 1972Écrit avec C. W.Brooks et R. H. Helmholz.
- (en) Legal values in Western Society, Edinburgh University Press, 1974Écrit avec J. Shand.
- (en) Adam Smith's Lectures on Jurisprudence, Oxford University Press, 1978Écrit avec R. Meek & D. D. Raphael (eds.).
- (en) Legal Evolution: the story of an idea, Edinburgh University Press, 1980
- (en) I Valori Giuridici della Civilta Occidentali (translation of Legal Values (1974)), Giuffre, 1981Écrit avec J. Shand.
- (en) Legal Institutions: the development of dispute settlement, Butterworths, 1987
- (en) The Character and Influence of the Roman Civil Law: historical essays, Hambledon Press, 1990
  - Hamza, Gabor, H. S. Maine: Ancient Law, its Connection with the Early History of Society and its Relation to Modern Ideas (Second revised edition) Gondola’96 Kiadó, Budapest, 1997. 238 p. (translation, redaction and introductory study)
- (en) Roman Law in European History, Cambridge University Press, 1990